# Drosophila testacens
Drosophila testacens este o specie de muște din genul Drosophila, familia Drosophilidae, descrisă de Wheeler în anul 1981.
Este endemică în Franța. Conform Catalogue of Life specia Drosophila testacens nu are subspecii cunoscute.